# قصف الإسكندرية
قصف الإسكندرية أو ضرب الإسكندرية هو هجوم قام به الأسطول البريطاني المتمركز في البحر المتوسط علي مدينة الإسكندرية في العام 1882 بين 11-13 يوليو في إطار أحداث الثورة العرابية.
تكون الأسطول البريطاني من 15 سفينة حربية مدرعة (بالحديد) تابعة للبحرية الملكية تحت قيادة الأدميرال سير بوشامب سيمور. كان الأسطول قد أبحر في وقت سابق إلى ميناء الإسكندرية لدعم الخديوي توفيق باشا ابان الثورة الشعبية التي قادها أحمد عرابي ضد حكومته وعلاقاتها الوثيقة مع الممولين البريطانيين والفرنسيين. وكذلك انضم إليه أسطول فرنسي صغير في استعراض القوة. وفرت هذه الخطوة بعض الأمن للخديوي، الذي إنسحب بمجلسه إلى الميناء الذي أصبح تحت الحماية الآن، ولكنه عزز في الوقت ذاته من قوة العرابيين القوميين داخل الجيش وفي جميع الأنحاء مصر حيث التحم الشعب مع الجيش في مطالبه. يوم 11 يونيو، بدأت أعمال الشغب في الإسكندرية وصفت من قبل القوي الأوروبية انها مناهضة للمسيحيين .كان سبب الشغب هو قيام مكاري (مرافق لحمار نقل) من مالطة من رعايا بريطانيا بقتل أحد المصريين فاستغلت إنجلترا الفرصة لتأجيج الفتنة من خلال قناصل الدول في الإسكندرية، فشب نزاع بين الأهالي والرعايا الأجانب الذين نزحوا للإسكندرية ليصبحوا تحت رعاية وحماية الأسطولين وتطور إلى قتال سقط خلاله العشرات من الطرفين قتلى وجرحى.
في النهاية فر السكان الأوروبيون من المدينة وبدأ الجيش المصري الموالي لعرابي تحصين وتسليح الميناء. أرسلت بريطانيا إلى قائد حامية الإسكندرية إنذارًا في (24 شعبان 1299 هـ - 10 يوليو 1882 م) بوقف عمليات التحصين وتجديد القلاع، وإنزال المدافع الموجودة بها خلال 24 ساعة وإلا فسيتم ضرب الإسكندرية بالمدافع. ولما رفضت الحكومة المصرية هذه التهديدات، قام الأسطول البريطاني في اليوم التالي بقصف المدينة بالقنابل لمدة عشر ساعات ونصف دون مساعدة فرنسية. يختلف المؤرخون الغربيون حول ما إذا كان الأدميرال سيمور قد تعمد المبالغة في تقدير التهديد الذي شكلته البطاريات المصرية في الإسكندرية علي أسطوله من أجل دفع إدارة جلادستون المترددة لاتخاذ قرار القصف.
وحالما هاجم البريطانيون المدينة، شرعوا في التو في عملية غزو واسع النطاق لمصر لاستعادة سلطة الخديوي. وظلت مصر تحت الاحتلال البريطاني حتى عام 1956.

## مؤلفات
- صدر كتاب عام 1934م بعنوان يوم 11 يوليو سنة 1882م من تأليف الأمير عمر طوسون يسرد فيه تفاصيل هذا القصف.[2]